# Mohammed Ali Khan
Mohammed Ali Khan (* 1. November 1988 in Beirut) ist ein libanesisch-schwedischer ehemaliger Fußballspieler. Seine bevorzugte Position war die Innenverteidigung.

## Karriere
Ali Khan wuchs im Raum Göteborg auf, wo er 1993 seine Karriere bei Västra Frölunda IF begann. In der Saison 2004/2005 stieg er in die Seniorenmannschaft auf und kam in der Saison 2004 zu seinen ersten Einsätzen in der Superettan. In der Saison 2005 verpasste Västra Frölunda IF den Klassenerhalt und spielte von nun an in der Division 1. Zur Saison 2009 verließ Khan den Verein und wechselte zum BK Häcken, mit dem er in der Allsvenskan spielt. Durch die gute Platzierung Schwedens in der Fair-Play-Wertung konnte Khan mit dem BK Häcken an der Europa League 2011/12 teilnehmen.

## International
Khan ist libanesischer Herkunft und wurde im Herbst 2013 erstmals für die libanesische Nationalmannschaft nominiert. Er gab am 6. September 2013 im Freundschaftsspiel gegen Syrien im Camille Chamoun Sports City Stadion in Beirut unter Ausschluss der Öffentlichkeit sein A-Länderspiel-Debüt.